# Barrage de Kpong
Le barrage de Kpong, également connu sous le nom de barrage d'Akuse, est un barrage de production d'énergie hydroélectrique situé sur le cours inférieur de la rivière Volta, près d'Akuse au Ghana. Il est détenu et exploité par la Volta River Authority. Il a été construit entre 1977 et 1982. Sa centrale a une capacité de 148 mégawatts (198 000 hp) avec les quatre unités en fonctionnement, bien que la capacité nominale totale soit de 160 mégawatts (210 000 hp).
Le projet complète la production d'électricité du barrage d'Akosombo, pour la fusion de l'aluminium chez VALCO à Tema. Le projet est situé à environ 24 kilomètres (15 mi) en aval du barrage d'Akosombo, et à environ 80 kilomètres (50 mi) de la ville d'Accra.
Le réservoir en amont du barrage étant relativement petit, la centrale fonctionne au fil de l'eau, le débit du fleuve étant contrôlé à Akosombo. La hauteur de chute nominale de l'eau à la centrale est de 11,75 mètres (38,5 pieds) ; la faible hauteur de chute a nécessité l'utilisation de turbines inhabituellement grandes pour leur puissance nominale, avec un diamètre de roue Francis de 8,2 mètres (27 pieds). La centrale mesure 148 mètres (486 ft) de long, 40 mètres (130 ft) de large et 64 mètres (210 ft). Le barrage principal est fait de terre avec un parement en enrochement et mesure 18 mètres (59 ft) de haut et 240 mètres (790 ft) de long. Les digues sur les rives sont longues de 2 100 et 3 500 mètres (6 900 et 11 500 pieds). Le déversoir a une capacité nominale de 20 000 mètres cubes par seconde (710 000 pieds cubes/s) et comporte 15 vannes radiales, chacune de 11 mètres (36 pieds) de large sur 13,5 mètres (44 pieds) de haut, avec une longueur totale de 280 mètres (920 pieds). L'entrepreneur civil du projet était Impregilo d'Italie. Les autres composantes du projet comprennent un poste de commutation de 161 kV et des lignes de transmission, quatre villages construits pour loger les personnes déplacées par le projet, et la construction de routes.
En plus de la production d'électricité, le projet fournit de l'eau d'irrigation pour l'agriculture et l'approvisionnement en eau des municipalités. La bilharziose est un risque sanitaire dans la région qui a augmenté depuis la construction du barrage,.